# Bundesstraße 413
Die Bundesstraße 413 (Abkürzung: B 413) ist eine deutsche Bundesstraße in Rheinland-Pfalz. Sie führt von der B 42 in Bendorf nach Hachenburg, wo sie in die B 414 einmündet.
Die Bundesstraße hat eine Länge von rund 43 km.

## Verlauf
Die Bundesstraße 413 zweigt bei Bendorf von der B 42 (dessen benachbarte Ausfahrt ein Knotenpunkt mit der A 48 ist) ab und führt durch dessen Stadtmitte sowie den Stadtteil Sayn. Die Straße folgt nun in einem sehr kurvigen Abschnitt dem mäandrierenden Verlauf des Saynbaches nach Isenburg. Anschließend verlässt sie das Saynbachtal (die in Isenburg abzweigende Landesstraße 304 folgt dem Saynbach weiter) und führt in die Hügellandschaft des Vorderen Westerwaldes hinauf. Über Kleinmaischeid führt sie nach Dierdorf, wobei auf diesem Abschnitt die Landesstraßen 258 und 266 abzweigen (von Dierdorf kommend muss man beim Abzweig der L 258 nach Neuwied nach links abbiegen (siehe TOTSO), um auf der Bundesstraße zu bleiben), die in ihrem Kreuzungspunkt Anschluss zur unweit gelegenen A 3 haben. Der ehemalige Verlauf führte hinter Dierdorf nach Marienhausen, jedoch wurde vor einigen Jahren eine neue Trasse mit etwas breiteren Fahrstreifen an Marienhausen vorbeigeführt, wobei der neue Verlauf bereits in Dierdorf beginnt, so dass man eigentlich nicht von einer Ortsumfahrung sprechen kann. Der neue Verlauf trifft hinter Marienhausen und an der Abzweigung nach Marienrachdorf wieder auf den alten und führt weiter nach Herschbach. Ursprünglich verlief die Straße durch den Ort, doch wurde in den frühen 1990er Jahren nordwestlich des Ortes eine Umgehungsstraße mit 3 Abzweigungen gebaut, um ihn vom Durchgangsverkehr zu entlasten, denn dieser war im Ort durch den Abzweig der regional bedeutenden Landesstraße 305 Richtung Montabaur relativ hoch (die Landesstraße wurde in einer neuen Trassierung ebenfalls um das Dorf herumgeführt). 

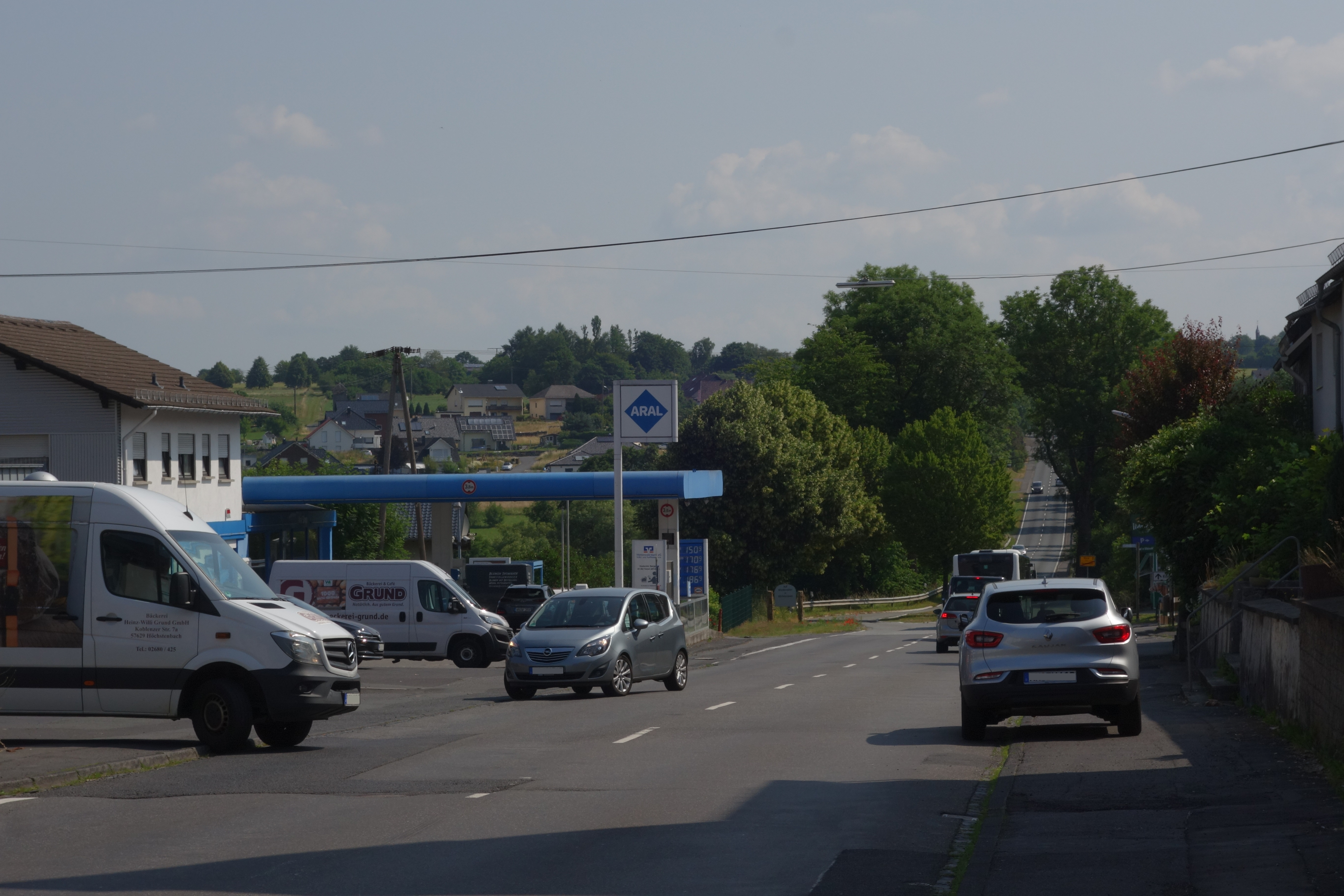
B 413 am östlichen Ortsrand Höchstenbachs in Richtung Wied

Über Mündersbach geht es nach Höchstenbach, wo sie die B 8 kreuzt. Innerhalb des Ortes verlaufen die beiden Bundesstraßen auf einem kurzen Abschnitt gemeinsam auf einer Straße, wobei es sich bei der Kreuzungsform ebenfalls um ein TOTSO handelt, da man von Hachenburg kommend die Hauptfahrrichtung verlassen muss, um auf der B 413 zu bleiben; andernfalls führe man auf der B 8 nach Altenkirchen (genauso muss man auf der B 8 von Altenkirchen kommend abbiegen, um der B 8 nach Limburg zu folgen, da man sonst auf der B 413 nach Hachenburg weiterführe). Über Wied und Merkelbach führt die Bundesstraße nach Hachenburg, wo sie hinter der Stadt in die B 414 mündet. Um den Durchgangsverkehr an der Stadt vorbeizuführen, ist vor einigen Jahren westlich der Stadt eine Umgehung gebaut worden. Der Abschnitt zwischen der Abzweigung der L 288 Richtung Hachenburger Innenstadt und der Einmündung in die B 414 ist mit einem durchschnittlichen täglichen Verkehrsaufkommen von 14.300 Fahrzeugen der verkehrsreichste.

## Geplanter Ausbau
Im Bundesverkehrswegeplan 2030 ist die geplante Ortsumfahrung von Dierdorf als weiterer Bedarf eingestuft. Die in vorigen Ausführungen geplanten Umfahrungen von Mündersbach, Höchstenbach, Wied und Merkelbach sind aktuell nicht mehr enthalten.